# Cambropycnogon
Cambropycnogon – wymarły rodzaj stawonogów z podtypu szczękoczułkopodobnych i gromady kikutnic. Obejmuje tylko jeden opisany gatunek, Cambropycnogon klausmuelleri. Znany jest tylko ze skamieniałości stadium larwalnego (protonimfonu). Żył w kambrze na terenie obecnej Europy.

## Morfologia
Zwierzę znane tylko z wczesnych stadiów larwalnych. Ciało było jajowate do beczułkowatego, u holotypu długości około 270 μm i szerokości około 110 μm. Zaopatrzone było w trzy pary przydatków skierowanych przednio-brzusznie i parę przydatków ogonowych skierowanych tylno-brzusznie. Dobrze wyodrębniony region czołowy (ang. forehead) zajmował około piątej części długości ciała i zakrzywiał się dobrzusznie. Znajdował się na nim odgraniczony od policzków wcięciami z kolcowatym wyrostkiem region gębowy z okrągłym otworem gębowym otoczonym trzema wargami i poprzedzonym trapezowatym wybrzuszeniem interpretowanym jako przypuszczalny hypostom. Po bokach otworu gębowego leżała para spłaszczonych bocznie wyrostków interpretowanych jako szczątkowe przydatki precheliceralne  – homologi czułków pierwszej pary (antennuli). Tarcza głowowa była lekko sklepiona i gładka, nieoddzielona od regionu czołowego. Oskórek ponad przydatkami był pomarszczony. Pierwszą parę przydatków, położoną tuż za bruzdą wygraniczającą region czołowy, stanowiły szczękoczułki. Każdy zbudowany był z grubego, lekko obrączkowanego członu nasadowego oraz prawie stożkowatego palca ruchomego i wklęśniętego na powierzchni wewnętrznej palca nieruchomego, tworzących razem krótkie szczypce. Przydatki drugiej i trzeciej pary były podobnie do siebie zbudowane, złożone z bazipoditu zaopatrzonego w płytkowatą, pośrodkowo wyrastającą i ostro zakrzywioną przednio-odsiebnie gnatobazę oraz owalnej w przekroju i niepodzielonej na człony gałęzi. Druga para miała jednak wyrastający tuż za gnatobazą, owalny w przekroju, tępo zwieńczony kolec oraz cierniowaty wyrostek na powierzchni odsiebnej między gnatobazą a gałęzią, których to cech brak było parze trzeciej. Na gałęziach znajdowały się pasma ząbkowanego oskórka. Przydatki leżały blisko siebie i na brzusznej stronie ciała brak było sternum. Brzuszna powierzchnia ciała miała za trzecią parą przydatków dwie pary otworów; te przedniej były szczeliniaste, te drugiej mniejsze i umieszczone na wzgórkach. Przydatki ogonowe (rami caudales) były niemal tak długie jak ciało, rozbieżne, pseudopierścieniowane, przez 4/5 długości walcowate, dalej zwężone ku lekko dośrodkowo zakrzywionym szczytom, zwieńczone kolcem. Znajdowały się na nich pasma oskórka pokrytego ząbkami, ku tyłowi coraz dłuższymi, aż w końcu przechodzącymi w szczecinki (setulae). Spód przydatka ogonowego dysponował w ⅓ długości płatkiem z półkolistą strukturą spłaszczoną i doogonowo skierowanym kolcowatym wyrostkiem. Przydatki te były przypuszczalnie zawiązkami odnóży.

## Taksonomia i ewolucja
Po raz pierwszy zwierzę to opisane zostało w 1986 roku przez Klausa Jürgena Müllera i Dietera Waloszka jako „larva D”. Formalnie rodzaj i gatunek typowy opisane zostały w 2002 roku przez Waloszka i Jasona A. Dunlopa na łamach „Palaeontology”. Opisu dokonano na podstawie siedmiu datowanych na furong w kambrze skamieniałości odnalezionych w Orsten Lagerstätte w Szwecji. Holotyp i pięć innych okazów znaleziono w kamieniołomie koło Backeborgu w prowincji Västergötland, a siódmy okaz w Degerhamn na Olandii. Nazwa rodzajowa pochodzi od angielskiej nazwy okresu i łacińskiej nazwy kikutnic (Pycnogonida), epitet gatunkowy nadano zaś na cześć Klausa Jürgena Müllera, odkrywcy fauny stawonogów z Orsten.
Müller i Waloszek już w 1986 roku sklasyfikowali Cambropycnogon jako larwę szczękoczułkopodobnego, przypuszczalnie bliskiego kikutnicom. W 2002 roku Waloszek i Dunlop umieścili ów rodzaj jako bazalny w obrębie gromady kikutnic; pozostałe ich gatunki tworzyć mają klad Eupycnogonida, do którego należy m.in. obejmujący wszystkie formy współczesne rząd Pantopoda. W 2007 roku Roger Bamber kwestionował zasadność takiej klasyfikacji w związku z postulowaną przez Waloszka i Dunlopa obecnością szczątkowych czułków pierwszej pary i dwugałęzistych odnóży u larwy – według niego nie powinna być ona umieszczana w gromadzie Pycnogonida. Całkowity brak czułków uznaje się za cechę pierwotnego planu budowy szczękoczułkopodobnych. Kikutnice jawią się w analizach filogenetycznych jako ich najbardziej bazalna i bardzo stara odnoga, tym niemniej włączenie do nich Cambropycnogon wymagałoby uznania zaniku czułków jako cechę jedynie szczękoczułkowców, a nie całych szczękoczułkopodobnych. Alternatywnie należałoby Cambropycnogon traktować jako bazalnego szczękoczułkopodobnego, jednak według Waloszka i Dunlopa podobieństwa z larwami współczesnych Pantopoda są tu zbyt duże. Współcześnie umieszczanie Cambropycnogon w gromadzie kikutnic jest powszechnie przyjmowane – klasyfikację taką stosuje A summary list of fossil spiders and their relatives z 2020 roku oraz PycnoBase wg stanu na rok 2023.

## Paleoekologia
Stawonóg ten zasiedlał dno mórz na szelfie kontynentalnym. Środowisko to było bogate w szczątki organiczne i ubogie w tlen. Wchodził w skład mejobentosu. Larwy współczesnych kikutnic są pasożytami zewnętrznymi morskich bezkręgowców, najczęściej stułbiopławów. Nie inaczej było u Cambropycnogon, o czym świadczy jego budowa ciała. Duże szczękoczułki służyły przypuszczalnie chwytaniu się gospodarza (u Eupantopoda występują na nich ujścia gruczołów cementowych), a drobny otwór gębowy przystosowany był do pobierania pokarmu płynnego. Z kolei gnatobazy przydatków dalszych nie były położone naprzeciw siebie, wskutek czego nie mogły służyć rozcieraniu pokarmu.